# Rivière Bousquet
Pour les articles homonymes, voir Bousquet.
La rivière Bousquet est un affluent du lac Chassignolle, coulant dans la ville Rouyn-Noranda et dans la municipalité de Preissac laquelle fait partie de la municipalité régionale de comté (MRC) d'Abitibi, dans la région administrative du Abitibi-Témiscamingue, au Québec, au Canada.
Le bassin versant de la rivière Bousquet est desservi par le chemin de fer du Canadien National, par la route 117 (route Saint-Paul Sud) et par la route de Preissac.
Annuellement, la surface du lac est généralement gelée de la mi-novembre à la fin avril, néanmoins, la période de circulation sécuritaire sur la glace est habituellement de la mi-décembre à la mi-avril.

## Géographie
Les bassins versants voisins de la rivière Bousquet sont :
- côté nord : lac Chassignolle, lac Preissac, rivière La Pause ;
- côté est : rivière Harricana, rivière Héva, lac Malartic, lac Preissac ;
- côté sud : rivière Vaudray, rivière Serment, rivière Darlens, rivière Kinojévis ;
- côté ouest : lac Joannès, rivière Kinojévis, rivière La Bruère.

La Rivière Bousquet prend sa source à l’embouchure d’un ruisseau forestier (altitude : 351 m) situé à 4,5 km à l'ouest de la rivière Darlens ; à 8,3 km à l'est du lac Vaudray ; à 24,2 km de l’embouchure de la rivière Bousquet.
À partir de sa source, la Rivière Bousquet coule sur environ 65 km et se déverse sur la rive sud de la baie de la Rivière Bousquet du lac Chassignolle lequel est connexe au lac Preissac (situé du côté est). Ce dernier lac se déverse à son tour vers le nord dans la rivière Kinojévis, un affluent de la rivière des Outaouais.

## Toponymie
Le terme Bousquet constitue un patronyme de famille d’origine française.
Le toponyme rivière Bousquet a été officialisé le 5 décembre 1968 à la Commission de toponymie du Québec, lors de sa création.